# Teateråret 2024

## Årets uppsättningar

### Februari
- 15 februari – David Bowies musikal Lazarus, i regi av Stefan Larsson, har premiär på Göta Lejon i Stockholm.[1]

### Mars
- 12 mars – Scenuppsättningen av En runda till, i regi av Lisa James Larsson, har premiär på Scalateatern i Stockholm.[2]

### Juni
- 30 juni – Premiär för Korvfabrikören i regi av Niklas Holtne på Vallarnas friluftsteater i Falkenberg.[3]

### Augusti
- 11 augusti – Lunds stifts kyrkospels uppsättning av Det befriande tvånget – ett spel om Nathan Söderblom och Freden, i regi av Åsa Egnér, Staffan Gerdmar och Lisa Mårtensson, har premiär i Lunds domkyrka.[4]

### September
- 26 september – Musikalen De’ e’ det här vi kallar kärlek, i regi av Hans Marklund, har premiär på Göta Lejon i Stockholm.[5]

### Oktober
- 13 oktober – Musikteaterföreställningen  Önskningarnas Ö, i regi av Olle Törnqvist, har premiär på Estrad Norr i Östersund.[6]

### November
- 15 november – Scenuppsättningen av Tomten är far till alla barnen, i regi av Rikard Bergqvist, har premiär på Cirkus i Stockholm.[7]

## Årets utmärkelser
- Robert Fux förärades Svenska Dagbladets Thaliapris.[8]

- Eva Rexed förärades Svenska Akademiens teaterpris.[9]